# Honda Element
La Honda Element è un SUV prodotto dalla Honda per il mercato nordamericano dal 2003 al 2011.

## Il contesto
Questo modello fu realizzato sulla base della Honda CR-V da un giovane team di nordamericani per tentare di creare una sintesi tra un SUV e un pick-up, in modo tale che fosse in grado non solo di svolgere lunghi viaggi ma anche di trasportare molta attrezzatura.
La vettura è equipaggiata con un propulsore 2.4 l DOHC i-VTEC abbinato ad un cambio automatico a quattro rapporti. La trazione è anteriore, ma si può anche inserire quella integrale se necessario.
La parte inferiore della vettura è coperta da un unico pannello di plastica non verniciata. Le portiere sono doppie su entrambi i lati, senza montante centrale, e misurano 1140 mm da altezza per 1150 mm di lunghezza. Il portellone posteriore si apre verticalmente, permettendo di usare la parte inferiore come sedile e quella superiore come tettuccio apribile.
I sedili posteriori sono regolabili e abbattibili per incrementare la capacità di carico del baule; tutti gli interni, dal pavimento ai sedili, sfruttano materiali impermeabili.
La vettura è uscita di produzione nel 2011 dopo una produzione stimata di circa 350.000 esemplari.